# Municipio de Vanport
El municipio de Vanport (en inglés: Vanport Township) es un municipio ubicado en el condado de Beaver en el estado estadounidense de Pensilvania. En el año 2000 tenía una población de 1.451 habitantes y una densidad poblacional de 596 personas por km².

## Geografía
El municipio de Vanport se encuentra ubicado en las coordenadas 40°41′21″N 80°19′11″O / 40.68917, -80.31972.

## Demografía
Según la Oficina del Censo en 2000 los ingresos medios por hogar en la localidad eran de $26,993 y los ingresos medios por familia eran $39,688. Los hombres tenían unos ingresos medios de $35,408 frente a los $25,688 para las mujeres. La renta per cápita para la localidad era de $19,088. Alrededor del 3,8% de la población estaban por debajo del umbral de pobreza.